# Constantin Frantzen
Constantin Frantzen (ur. 16 marca 1998 w Düsseldorfie) – niemiecki tenisista.

## Kariera tenisowa
W zawodach rangi ITF Men’s World Tennis Tour zaczął startować od 2015 roku. W cyklu ATP Tour jest finalistą trzech turniejów gry podwójnej.
Swój najlepszy wynik w zawodach Wielkiego Szlema osiągnął podczas Wimbledonu 2024, gdzie awansował do ćwierćfinału debla wspólnie z Hendrikem Jebensem.
W rankingu gry pojedynczej najwyżej był na 1226. miejscu (20 lutego 2023), a w klasyfikacji gry podwójnej na 45. pozycji (12 sierpnia 2024).

### Finały w turniejach ATP Tour
| Legenda                                      |
| -------------------------------------------- |
| Wielki Szlem                                 |
| Igrzyska olimpijskie                         |
| Tennis Masters Cup / ATP Finals              |
| ATP Masters Series / ATP Tour Masters 1000   |
| ATP International Series Gold / ATP Tour 500 |
| ATP International Series / ATP Tour 250      |

#### Gra podwójna (0–3)
| Końcowy wynik | Nr | Data              | Turniej   | Nawierzchnia  | Partner        | Przeciwnicy                                  | Wynik finału      |
| ------------- | -- | ----------------- | --------- | ------------- | -------------- | -------------------------------------------- | ----------------- |
| Finalista     | 1. | 11 listopada 2023 | Metz      | Twarda (hala) | Hendrik Jebens | Hugo Nys Jan Zieliński                       | 4:6, 4:6          |
| Finalista     | 2. | 27 lipca 2024     | Kitzbühel | Ceglana       | Hendrik Jebens | Alexander Erler Andreas Mies                 | 3:6, 6:3, 6–10    |
| Finalista     | 3. | 24 września 2024  | Hangzhou  | Twarda        | Hendrik Jebens | Jeevan Nedunchezhiyan Vijay Sundar Prashanth | 6:4, 6:7(5), 7–10 |